# مارك أندريه تير شتيغن
مارك أندريه تير شتيغن (بالألمانية: Marc-André ter Stegen) (مواليد 30 أبريل 1992) هو لاعب كرة قدم ألماني يلعب في مركز حراسة المرمى مع نادي برشلونة الإسباني ومنتخب ألمانيا لكرة القدم.

## حياته
ولد مارك أندريه تير شتيغن في 30 أبريل 1992 في غابات مونشنغلادباخ، التحق بنادي بوروسيا مونشنغلادباخ. فاز بلقب أفضل حارس في أوروبا عندما كان في السادسة عشرة من العمر وبلقب كأس أمم أوروبا تحت 17 عاما كان يلعب في فريق الرديف في نادي بوروسيا مونشنغلادباخ ولكنه أصبح بطل النادي في نهاية الموسم، حيث قاد بوروسيا مونشنغلادباخ لتفادي الهبوط والحلول في المركز السادس عشر، فكان على النادي أن يلعب فاصلتين ضد الثالث من الدرجة الثانية، تصدى لهم شتيغن، وأبقى على بوروسيا مونشنغلادباخ، أصبح تير شتيغن أساسيا في هذا الموسم بعد أن كان في الفريق الرديف للنادي تير شتيغن اختير من قبل فرانس بريس أفضل حارس في أوروبا.

## مسيرته الكروية

### مونشنغلادباخ

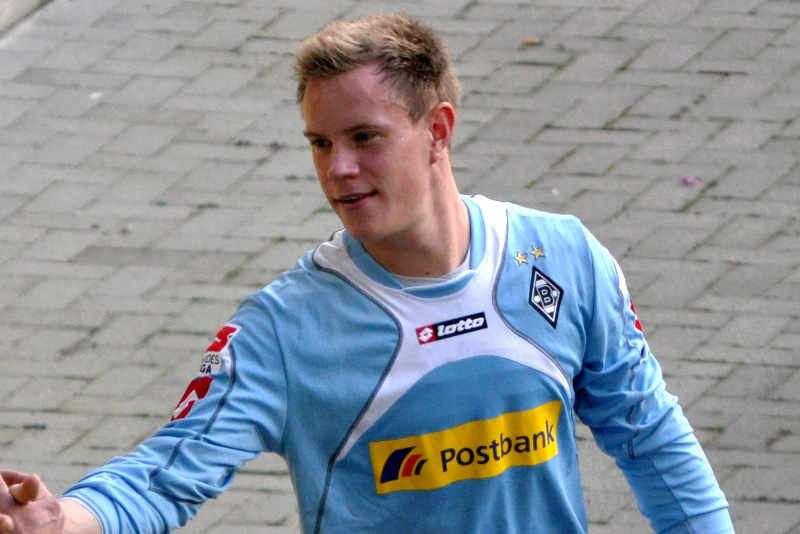
تير شتيغن مع بوروسيا مونشنغلادباخ عام 2011

#### موسم 2010–11
في النصف الأول من موسم 2010–11، فرض تير شتيغن نفسه نجماً لفريق بوروسيا مونشنغلادباخ الرديف، وكثيرا ما كان ينظر إليه على مقاعد البدلاء الفريق الأول. في حين أنهُ كان يتمتع بموسم ناجح نسبياً، لا يمكن أن يقال الشيء نفسه بالنسبة لزملاء فريقه الأول. ومن الجانب الآخر فشل بوروسيا مونشجلادباخ في تفادي الهبوط للدرجة الثانية في الدوري الألماني وكان ذلك في 14 فبراير 2011. ويوم 10 أبريل 2011، تم إستدعاء تير شتيغن للفريق الأول ولكنه قضى معظم المباريات في دكة البدلاء، إلا إن طموح شتيغن لم تردعه دكة البدلاء فبدأ تدريجياً يبدع كلما سنحت له الفرصة وهكذا حتى احتفظ بمكانه كاساسي في الفريق الأول لما تبقى من الموسم.

### برشلونة

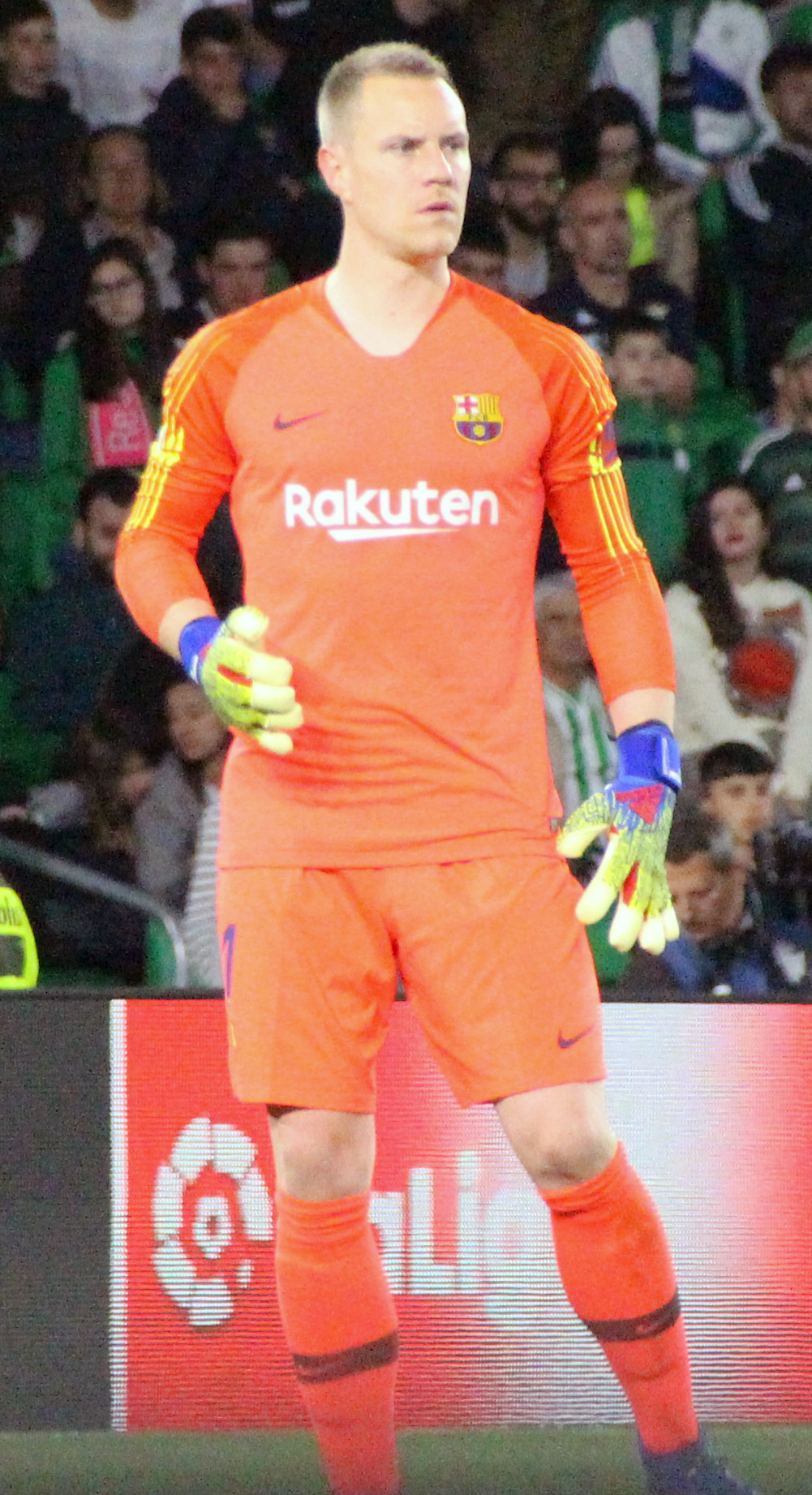
تير شتيغن مع برشلونة عام 2019

وضعه المدرب لويس إنريكي حارسًا للفريق في مسابقة دوري ابطال أوروبا فكان جيدًا في بعض المباريات مثل مباراة إياب برشلونة ومانشيستر ستي إذ أنقذ فريقة من التعادل من ركلة جزاء نفذها الأرجنتيني سيرخيو أغويرو مهاجم مانشستر ستي وأيضًا شارك في نهائي دوري أبطال أوروبا 2015 ضد نادي يوفنتوس الإيطالي حيث ساعد في تتويج ناديه بنتيجة 3–1. لكن بعد رحيل الحارس الأساسي للبرسا كلاوديو برافو إلى مانشستر سيتي اعتمد عليه المدرب إنريكي كأساسي في مباريات الدوري الإسباني وكذلك في دوري الأبطال.

## مسيرته الدولية
تير شتيغين قدم آداءً رائعاً مع فريقهِ وقد أعجب المدرب يواكيم لوف به فدعاه للعب للمنتخب الألماني الأول للمشاركة في كأس الأمم الأوروبية 2012، لعب لأول مرة يوم 26 مايو 2012، وخسر آنذاك 5–3 أمام سويسرا في مباراة ودية، ثم لعب مرة أخرى أمام الأرجنتين في مباراته الدولية الثانية في خسارة 1–3 أمام الأرجنتين في 15 أغسطس. واستدعاه المدرب إلى جولة ألمانيا للولايات المتحدة في منتصف عام 2013. في 2 حزيران، وقال إنه فشل في السيطرة على الكرة بعد تمريرة أخرى من بينيديكت لتدخل الكرة هدفاً في مرماه. المباراة انتهت 4–3 للولايات المتحدة. وحافظ لأول مرة على نظافة شباكه في مباراة لمنتخب بلاده في مباراة ودية ضد بولندا حيث انتهت بالتعادل السلبي يوم 13 مايو عام 2014.

## الإحصائيات

### النادي
آخر تحديث 22 ديسمبر 2018. 
| النادي               | الموسم   | الدوري          | الدوري | الدوري  | الكأس الوطني | الكأس الوطني | أوروبا | أوروبا  | أخرى   | أخرى    | المجموع | المجموع |
| النادي               | الموسم   | الدرجة          | الظهور | الأهداف | الظهور       | الأهداف      | الظهور | الأهداف | الظهور | الأهداف | الظهور  | الأهداف |
| -------------------- | -------- | --------------- | ------ | ------- | ------------ | ------------ | ------ | ------- | ------ | ------- | ------- | ------- |
| بوروسيا مونشنغلادباخ | 2010–11  | الدوري الألماني | 6      | 0       | 0            | 0            | —      | —       | 2      | 0       | 8       | 0       |
| بوروسيا مونشنغلادباخ | 2011–12  | الدوري الألماني | 34     | 0       | 5            | 0            | —      | —       | —      | —       | 39      | 0       |
| بوروسيا مونشنغلادباخ | 2012–13  | الدوري الألماني | 34     | 0       | 2            | 0            | 9      | 0       | —      | —       | 45      | 0       |
| بوروسيا مونشنغلادباخ | 2013–14  | الدوري الألماني | 34     | 0       | 1            | 0            | —      | —       | —      | —       | 35      | 0       |
| بوروسيا مونشنغلادباخ | المجموع  | المجموع         | 108    | 0       | 8            | 0            | 9      | 0       | 2      | 0       | 127     | 0       |
| برشلونة              | 2014–15  | الدوري الإسباني | 0      | 0       | 8            | 0            | 13     | 0       | —      | —       | 21      | 0       |
| برشلونة              | 2015–16  | الدوري الإسباني | 7      | 0       | 7            | 0            | 10     | 0       | 2      | 0       | 26      | 0       |
| برشلونة              | 2016–17  | الدوري الإسباني | 36     | 0       | 1            | 0            | 9      | 0       | 0      | 0       | 46      | 0       |
| برشلونة              | 2017–18  | الدوري الإسباني | 37     | 0       | 0            | 0            | 9      | 0       | 2      | 0       | 48      | 0       |
| برشلونة              | 2018–19  | الدوري الإسباني | 17     | 0       | 0            | 0            | 5      | 0       | 1      | 0       | 23      | 0       |
| برشلونة              | المجموع  | المجموع         | 97     | 0       | 16           | 0            | 46     | 0       | 5      | 0       | 164     | 0       |
| الإجمالي             | الإجمالي | الإجمالي        | 205    | 0       | 24           | 0            | 55     | 0       | 7      | 0       | 291     | 0       |

1. ↑  جميع المباريات في تصفيات الهبوط من الدوري الألماني
2. ↑  مباراتين في دوري أبطال أوروبا وسبعة مباريات في الدوري الأوروبي
3. 1 2 3 4 5  جميع المباريات في دوري أبطال أوروبا
4. 1 2 3  جميع المباريات في كأس السوبر الإسباني

### المنتخب

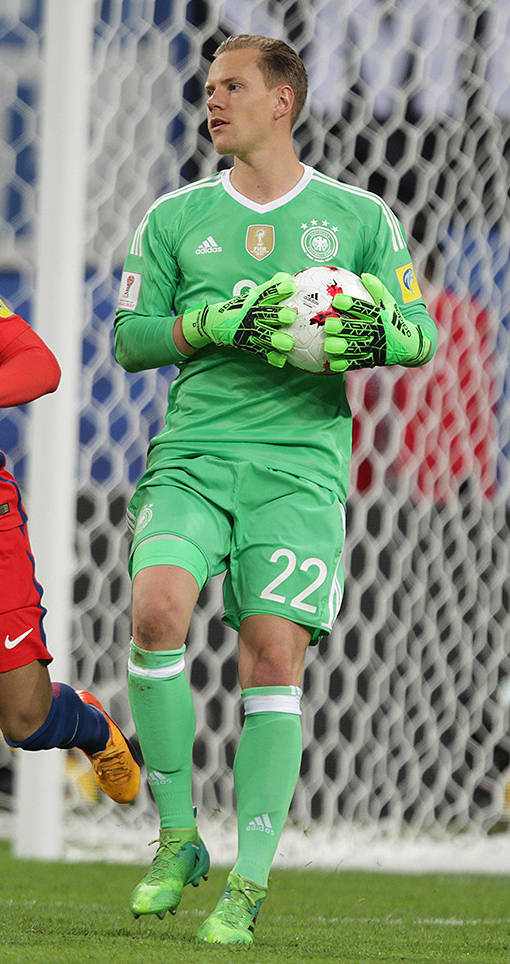
تير شتيغن مع المنتخب الألماني في كأس القارات 2017

آخر تحديث 9 سبتمبر 2018. 
| المنتخب الوطني | العام   | الظهور | الأهداف |
| -------------- | ------- | ------ | ------- |
| ألمانيا        | 2012    | 2      | 0       |
| ألمانيا        | 2013    | 1      | 0       |
| ألمانيا        | 2014    | 1      | 0       |
| ألمانيا        | 2015    | 0      | 0       |
| ألمانيا        | 2016    | 4      | 0       |
| ألمانيا        | 2017    | 10     | 0       |
| ألمانيا        | 2018    | 3      | 0       |
| المجموع        | المجموع | 21     | 0       |

## الإنجازات
برشلونة
- الدوري الإسباني (6): 2014–15، 2015–16، 2017–18، 2018–19، 2022–23، 2024–25
- كأس ملك إسبانيا (6): 2014–15، 2015–16، 2016–17، 2017–18، 2020–21، 2024–25
- كأس السوبر الإسباني (4): 2016، 2018، 2023، 2025
- دوري أبطال أوروبا (1): 2014–15
- كأس السوبر الأوروبي (1): 2015
- كأس العالم للأندية (1): 2015

ألمانيا تحت 17
- بطولة أوروبا تحت 17 (1): 2009

ألمانيا
- كأس القارات (1): 2017

الفردية
- جائزة زامورا (1): 2022–23
- فريق الموسم في دوري أبطال أوروبا (1): 2014–15[18]
- تصدي الموسم في دوري أبطال أوروبا (1): 2014–15[19]

## الملاحظات
1. ↑  تشمل مسابقات الكأس مثل كأس ألمانيا وكأس ملك إسبانيا

## وصلات خارجية
- مارك أندريه تير شتيغن على موقع الاتحاد الدولي (مؤرشف)  (الإنجليزية)
- مارك أندريه تير شتيغن على موقع الاتحاد الأوربي (الإنجليزية)
- مارك أندريه تير شتيغن على موقع إي إس بي إن إف سي (الإنجليزية)
- مارك أندريه تير شتيغن على موقع قاعدة بيانات كرة القدم.إي يو (الإنجليزية)
- مارك أندريه تير شتيغن على موقع بيانات كرة القدم. دي إي (الألمانية)
- مارك أندريه تير شتيغن على موقع ليكيب (الفرنسية)
- مارك أندريه تير شتيغن على موقع ناشيونال فوتبول تيمز (الإنجليزية)
- مارك أندريه تير شتيغن على موقع Soccerbase.com (لاعب) (الإنجليزية)
- مارك أندريه تير شتيغن على موقع Soccerway.com (الإنجليزية)
- مارك أندريه تير شتيغن على موقع عالم كرة القدم.نت (الإنجليزية)

خيارات العرض الأولية
يُمكن استخدام وسيط |وضع= لضبط خيارات عرض القالب الأوليّة:
- |وضع=collapsed: {{مارك أندريه تير شتيغن|وضع=collapsed}} لإظهار القالب مطويًّا، بمعنى إخفاء محتوياته ما عدا الشريط الخاص بالعنوان.
- |وضع=expanded: {{مارك أندريه تير شتيغن|وضع=expanded}} لإظهار القالب ممتدًّا، بمعنى إظهاره كاملًا.
- |وضع=autocollapse: {{مارك أندريه تير شتيغن|وضع=autocollapse}}
  - لإظهار القالب مطويًّا إلى شريط العنوان إذا وُجِد قالب {{وصلات قالب}}، أو قالب {{شريط جانبي}} أو أي جدول يستخدم متغيّر مطوي في الصفحة.
  - لإظهار القالب في وضع الممتد إذا لم يكن هنالك أي عنصر مطوي في الصفحة.

إذا كان وسيط |وضع= غير مضبوطٍ؛ فإن العرض الأولي للقالب يأخذ الوضع من وسيط |افتراضي= في القالب. وضع هذا القالب الحالي مضبوط على autocollapse.
- أدوات مساعدة: تفقد استخدام الوصلات للقالب